# 山本健吉

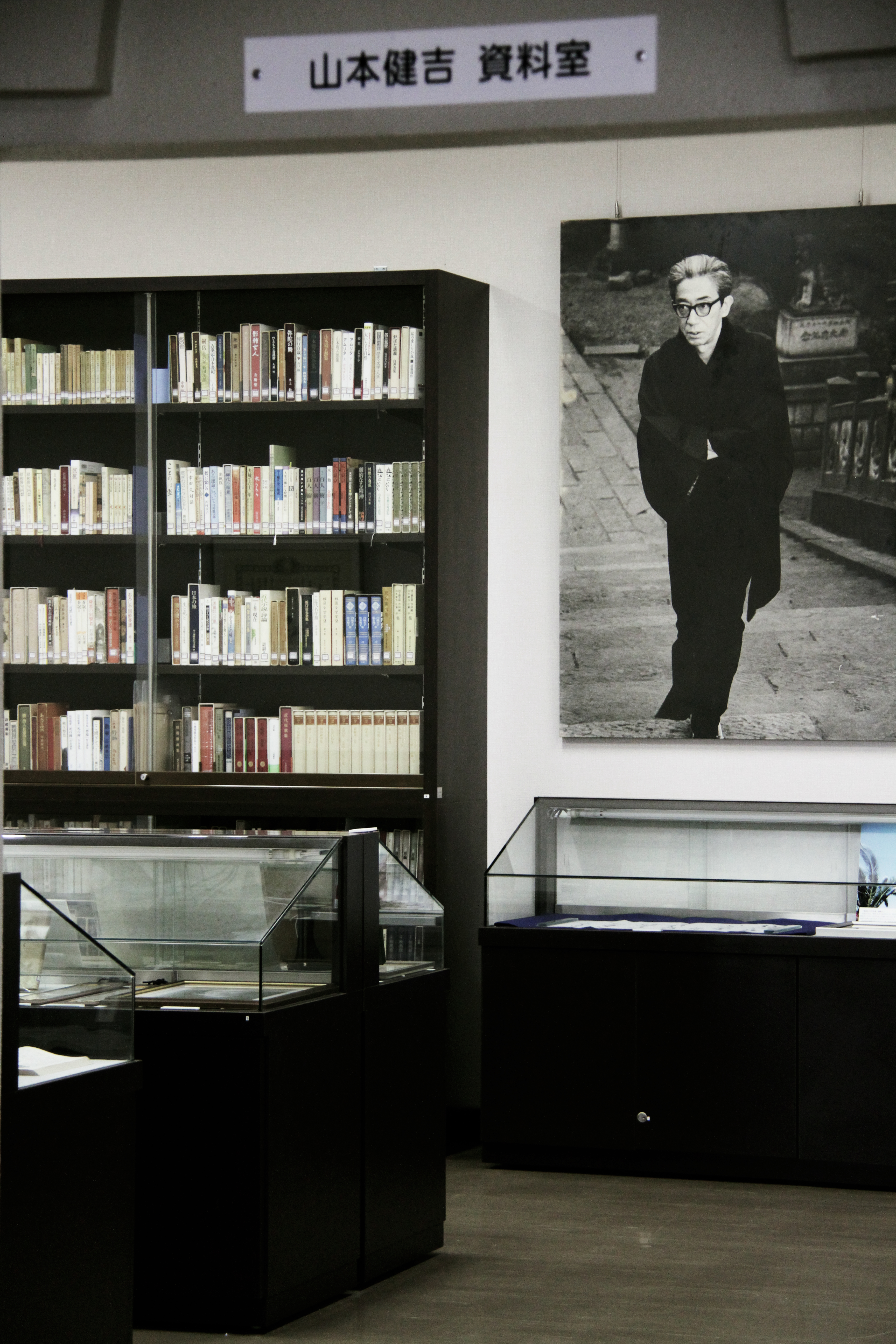
福岡県八女市にある八女市立図書館2階にある山本健吉資料室の写真。

山本 健吉（やまもと けんきち、1907年（明治40年）4月26日 - 1988年（昭和63年）5月7日）は、日本の文芸評論家。本名は石橋貞吉（ていきち）。俳句批評から出発し、古典から現代文学まで幅広く追究。個性と伝統の問題にせまる独自の批評を確立した。昭和を代表する文芸評論家の一人である。日本芸術院会員、文化功労者、文化勲章受章者。著書に『現代俳句』(1951年)、『古典と現代文学』(1955年)、『いのちとかたち』(1981年)など。
文芸評論家石橋忍月の三男。最初の妻は俳人の石橋秀野。なお秀野の妹は漫画家の清水崑の妻である歌人の清水恒子。俳文学会、日中文化交流協会、日本ペンクラブ、各会員。

## 来歴・人物
石橋忍月の三男として、長崎市長崎市磨屋町に生まれる。旧制長崎中学、慶應義塾大学国文科卒業。折口信夫に師事した。日本の古典詩歌に詳しく、古典作品と現代文学との関係の究明に力を注いだ。また、ながく文芸時評もつとめ、現代文学に関する著作も多い。「第三の新人」という用語を最初に用いた人物でもある。
1929年、藪秀野（のち俳人石橋秀野）と結婚。一人娘 安見がいる。このころ二人とも当時、非合法下の日本共産党に入党。1932年、特高警察に一か月近く勾留される。
1933年、改造社に入社し、1934年創刊の総合俳誌「俳句研究」に携わり現代俳句への造詣を深める。
1939年8月、「俳句研究」の座談会「新しい俳句の課題」で人間探求派なる用語が生まれた。司会、山本健吉、参加者、中村草田男、加藤楸邨、石田波郷、篠原梵。
同じ1939年8月に、吉田健一、西村孝次、伊藤信吉、中村光夫らと同人文芸誌「批評」を創刊し、私小説を論じる。戦時中の同人雑誌統合のなかで、堀田善衛と交友をもつ。1943年に最初の評論集「私小説作家論」を刊行。
同時期に「島根新聞」（現・山陰中央新報）勤務、「京都日日新聞」（現・京都新聞）文化部長。1948年から角川書店の編集長を務める。
40代まで貧困に苦しむことも多かったが、戦後、俳句論を中心に現代文学など多くの分野で著述した。
1967年～1978年、明治大学教授。1969年（昭和44年）より日本芸術院会員。1972年（昭和47年）に日本文藝家協会理事長、のち会長となる。
1988年5月7日、急性呼吸不全のため東京都渋谷区代々木の榊原記念病院で死去。
1995年、父の出身地八女に遺品を集めた山本健吉・夢中落花文庫が開設された。

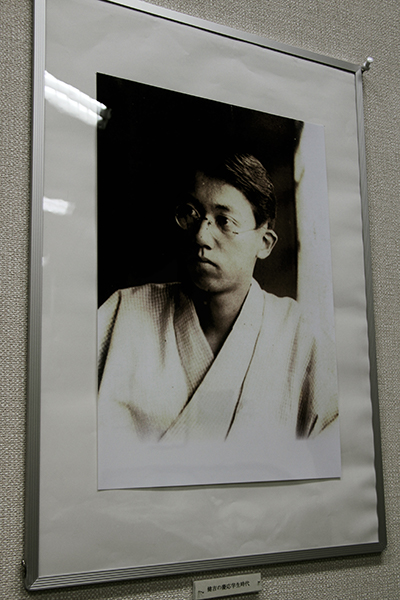
福岡県八女市八女市立図書館にある山本健吉資料室に展示してある山本健吉の若き日の写真。

墓は福岡県八女市の無量寿院にある。

## 受賞・栄典
- 1949年（昭和24年）、『三田文学』掲載の「美しき鎮魂歌―『死者の書』を読みて」で第1回戸川秋骨賞を受賞。
- 1955年（昭和30年）、『芭蕉』で新潮社文学賞を受賞。
- 1956年（昭和31年）、『古典と現代文学』で第7回読売文学賞を受賞。
- 1960年（昭和35年）、『民俗文学講座』で毎日出版文化賞を受賞。
- 1963年（昭和38年）、『柿本人麻呂』で第14回読売文学賞を受賞。
- 1966年（昭和41年）、日本芸術院賞を受賞[6]。
- 1972年（昭和42年）、『最新俳句歳時記』で第24回読売文学賞を受賞。同年、勲三等旭日中綬章を受章。
- 1979年（昭和54年）、『詩の自覚の歴史』で日本文学大賞を受賞。
- 1981年（昭和56年）、『いのちとかたち』で野間文芸賞を受賞。同年秋に文化功労者。
- 1983年（昭和58年）、11月に文化勲章を受章。
- 1984年（昭和59年）、正月の宮中歌会始で召人となる。

## 系譜
石橋家
八女市の医師石橋正良宅に伝わる『石橋氏系図』によると、八女地方の石橋一族は、清和源氏の血を引く肥前出身の武士で豊後大友氏の門族である筑後国下田城主堤貞元の重臣石橋右衛門盛清（1601年〔慶長6年〕没）が天正年間（1573年から1593年）に、筑後国生葉郡星野村に定住したのがはじまりである。医業は盛清の3代目にあたる作右衛門教清が寛永年間（1624年から1645年）に起こし、爾来、分家新立によって石橋医家の繁栄がもたらされた。
```
 　　　　
　　　　　　　　　　　┏近蔵　
　　　　　　　　　　　┃
　　　　　　　┏茂━━╋松次郎
　　　　　　　┃　　　┃
佐仲━意仙━━╋養元　┗友吉━━貞吉
　　　　　　　┃　　　　（忍月）　（山本健吉）
　　　　　　　┗正蔵

```

## 著書
- 『私小説作家論』実業之日本社 1943 のち角川文庫。復刊：審美社・福武書店・講談社文芸文庫
- 『現代俳句』角川新書 全2巻 1951-52、増訂版・角川書店 全1巻 1962

角川文庫 1964、のち改版、角川選書 全2巻 1990、定本 角川選書 全1巻 1998
- 『純粋俳句』創元社 1952
- 『小説の鑑賞』要書房 1953
- 『現代文学風土記』河出書房 1954
- 『小説に描かれた現代婦人像』大日本雄弁会講談社 1954
- 『芭蕉 その鑑賞と批評』全3巻 新潮社 1955-56、新版全1巻 1976、飯塚書店 2006
- 『青春の文学』要書房 1955
- 『古典と現代文学』大日本雄弁会講談社 1955 のち新潮文庫、講談社文芸文庫
- 『鎮魂歌』角川書店 1955
- 『名作の女性たち』角川新書 1955
- 『きりしたん事始』芸術社 1956
- 『新俳句歳時記』全5巻 光文社カッパ・ライブラリー 1956
- 『俳句の世界』新潮社 1956 のち講談社、同文芸文庫
- 『作家の肖像』河出新書 1956
- 『孤児なる芸術』現代文芸社 1956
- 『小説に描かれた青春像』河出書房 1957
- 『現代文学覚え書』新潮社 1957
- 『昭和俳句』角川新書 1958
- 『昭和の女流文学』実業之日本社 1959
- 『大和山河抄』人文書院 1962 のち角川選書
- 『柿本人麻呂』新潮社 1962 のち河出文庫
- 『日本の言葉』河出書房新社 1962
- 『十二の肖像画』講談社 1963 のち福武文庫
- 『小説の再発見』文藝春秋新社 1963 のち潮文庫
- 『日本の恋の歌 万葉から現代まで』講談社現代新書 1964、増補1975
- 『ことばの歳時記』文藝春秋新社 1965、のち文春文庫、角川ソフィア文庫
- 『釈迢空歌抄』角川新書 1966、増補『釈迢空』角川選書 1972
- 『文芸時評』河出書房新社 1969
- 『日本詩人選5 大伴家持』筑摩書房 1971
- 『漱石・啄木・露伴』文藝春秋 1972
- 『行きて帰る 古典文学全評論』河出書房新社 1973
- 『季寄せ』全二冊 文藝春秋 1973
- 『芭蕉全発句』河出書房新社 1974、講談社学術文庫（改訂版） 2012
- 『遊糸繚乱』集英社 1974
- 『正宗白鳥 その底にあるもの』文藝春秋 1975、講談社文芸文庫 2011
- 『子規と虚子』河出書房新社 1976
- 『近代日本の詩人たち』講談社 1976
- 『猿の腰かけ』集英社 1976
- 『天際の借景』集英社 1977
- 『詩の自覚の歴史 遠き世の詩人たち』筑摩書房 1979、ちくま学芸文庫 1992
- 『狐の提灯』集英社 1979
- 『漂泊と思郷と』角川書店 1980
- 『ことばの季節』文藝春秋 1980
- 『いのちとかたち 日本美の源を探る』新潮社 1981、角川文庫ソフィア 1997
- 『旅のこころ』文藝春秋 1981
- 『短歌 その器を充たすもの』角川書店 1982
- 『俳句私見』文藝春秋 1983
- 『現代の随想28　山本健吉集』彌生書房 1983
- 『身辺歳時記』文藝春秋 1984
- 『小さな肖像画』筑摩書房 1984
- 『刻意と卒意』角川書店 1984
- 『花鳥一歳 わが心のうた』文藝春秋 1985
- 『昭和俳句回想』富士見書房 1986
- 『基本季語五〇〇選』講談社 1986　講談社学術文庫 1989
- 『与謝蕪村』講談社 1987
- 『ことばの四季』文藝春秋 1987
- 『万葉秀歌鑑賞』講談社学術文庫 1987、改訂版・飯塚書店
- 『雪月花の時』角川書店 1988
- 『俳諧常住』富士見書房 1988
- 『奥の細道』講談社 1989、ほかに河出文庫、増補版・飯塚書店
- 『生と死と 山本健吉人生読本』角川書店 1998

### 作品集
- 『山本健吉全集』（全15巻別巻1）講談社 1983-1985
- 『山本健吉俳句読本』全5巻 角川書店 1993-1994
俳句とは何か、俳句鑑賞歳時記、現代の俳人たち、俳諧の心と方法、俳句の周辺
  - 『俳句鑑賞歳時記』角川ソフィア文庫 2000
  - 『古典名句鑑賞歳時記』角川学芸ブックス 2010

### 主な共編著
- 『俳句とは何か』平畑静塔共著 至文堂 新書判 1953、のち単著・角川ソフィア文庫ほか
- 『現代短歌俳句集　日本国民文学全集35』河出書房 1958
- 『俳句・短歌　近代文学鑑賞講座』角川書店 1960
- 『万葉百歌』池田彌三郎共著 中公新書 1963
- 『国民の文学15 芭蕉名句集』河出書房新社 1964、新版1988ほか
- 『詩のこころ 心の対話』西脇順三郎と対談、日本ソノ書房 1969、ぺりかん社 1982
- 『芭蕉の本5　歌仙の世界』角川書店 1970
- 『最新俳句歳時記』全5冊 文藝春秋 1971、のち文春文庫
  - 新版『鑑賞俳句歳時記』全4冊 文藝春秋 1997
- 『自然と芸術 山本健吉対談集』角川書店 1977
- 『遊びといのち 山本健吉対談集』角川書店 1986

### 回想・評伝
- 山本安見子『走馬灯　父山本健吉の思い出』富士見書房 1989
- 山本安見子『K氏のベレー帽　父・山本健吉をめぐって』河出書房新社 2000
- 井上泰至『山本健吉　芸術の発達は不断の個性の消滅』ミネルヴァ書房〈ミネルヴァ日本評伝選〉2022